# Đồng Nai (provincie)
Đồng Nai (uitspraak: [ɗoŋ21 nɐːj33]) is een provincie van Vietnam. Het ligt in de Dông Nam Bô, het zuidoosten van Vietnam. De hoofdstad van de provincie is Biên Hòa. De oppervlakte van de provincie bedraagt 5.894,8 km2 en had in 2004 ruim 2,1 miljoen inwoners. Dat komt neer op een bevolkingsdichtheid van 368 inwoners per km2.

## Geografie
Đồng Nai ligt in het economisch centrum van het zuiden van Vietnam. De aangrenzende provincies zijn in het oosten Bình Thuận, Lâm Đồng in het noordoosten, Bình Dương en Bình Phước in het noordwesten, Bà Rịa-Vũng Tàu in het zuiden en Ho Chi Minhstad in het westen.
In de provincie ligt het nationaal park Cát Tiên dat internationaal in het nieuws kwam, omdat ontdekt werd dat de Vietnamese Javaanse neushoorn hier endemisch is. Van deze ondersoort waren in 2007 voor zover bekend nog maar 2 tot 7 exemplaren in leven.
Đồng Nai ligt in een economische driehoek in het zuiden van Vietnam, dat gevormd wordt door Bình Dương, Đồng Nai en Ho Chi Minhstad.

## Naam
De provincie heeft de naam te danken aan de rivier de Đồng Nai.

## Geschiedenis
Het land van Đồng Nai was vroeger een onderdeel van het vroegere Koninkrijk Đồng Nai. Hier woonden een aantal verschillende volkeren, zoals de Mạ, Ch'ro, K'ho en de Khmer. Dit Koninkrijk was een poort naar het zuiden toe, omdat het grensde aan het Koninkrijk Champa.